# فابیو البرلی
فابیو البرلی (انگلیسی: Fabio Albarelli؛ ۲۶ ژوئن ۱۹۴۳ – ۴ اکتبر ۱۹۹۵) قایقران قایق بادبانی اهل ایتالیا بود.